# Atak na Mombasę (1528)
Atak na Mombasę (1528) – został dokonany przez siły portugalskie pod dowództwem portugalskiego gubernatora Indii Nuno da Cunha na stolicę sułtanatu Mombasy. Zakończył się zdobyciem, krótkotrwałą okupacją i spaleniem miasta.

## Tło
W 1528 roku król Portugalii Jan III mianował Nuno da Cunha kolejnym gubernatorem Indii. W tym samym roku Nuno wyruszył z silną flotą złożoną z 13 statków i 3000 żołnierzy.
W połowie rejsu na statkach wybuchła zaraza, a sztormy rozproszyły flotę podczas okrążania Przylądka Dobrej Nadziei; część jednostek zatonęła. Nuno da Cunha zdecydował się zatrzymać się u wschodnich wybrzeży Afryki z trzema statkami. Część chorych na szkorbut pozostawił w Zanzibarze. Zakotwiczył następnie w porcie Mombasy i zwrócił się do sułtana o pozwolenie na lądowanie oraz zakwaterowanie na lądzie dla swoich ludzi, gdyż zamierzał schronić się w mieście przez kilka miesięcy. Władca zgodził się, aby portugalska ekspedycja zimowała w porcie, jednak odmówił zgody na lądowanie.

## Bitwa
Cunha postanowił zdobyć miasto. Do ataku dołączył szejk z sąsiedniego miasta Otondo, pozostający w konflikcie z sułtanem Mombasy, a także Mumbo Mohamed, syn człowieka, który wcześniej podejmował Vasco da Gamę, gdy ten odwiedził miasto. Sułtan Mombasy silnie ufortyfikował port i sprowadził do miasta 600 łuczników (C.H. Stigand podaje liczbę dziesięciokrotnie większą). Fortyfikacje obejmowały baterię z 8 ciężkimi działami, odzyskanymi z portugalskich wraków, zlokalizowaną u ujścia rzeki, w której zatopiono kilka statków dla utrudnienia nawigacji; palisady i barykady w samym mieście, którego głównej bramy broniło 5 armat.
Portugalczycy popłynęli w górę portu w Mombasie, mijając umocnienia mimo celnego ognia obrońców  i zakotwiczyli przed miastem, które zbombardowali. Następnego ranka na Kilindini wysadzili 450 ludzi, w tym 60 arkebuzerów. Portugalczycy napotkali jedynie symboliczny opór ze strony grup łuczników w drodze do miasta, które zdobyli kosztem zaledwie 25 rannych. Sułtan Mombasy opuścił miasto wraz z jego mieszkańcami. Następnego dnia 200 Portugalczyków zdobyło fortyfikacje w porcie, ale podczas powrotu do miasta wpadli w zasadzkę i stracili 20 ludzi.

## Następstwa
Władcy Pemby, Zanzibaru i innych miast wysłali Nuno da Cunha prezenty w podziękowaniu za pokonanie władcy Mombasy, który ich uciskał.
Podczas pobytu w Mombasie Portugalczycy walczyli z dużym tureckim statkiem handlowym. Równocześnie obrońcy prowadzili wojnę podjazdową z Portugalczykami. Nuno da Cunha z pomocą 500 wojowników z Malindi, 200 z Montangane (Mwatangana) i kilku z Zanzibaru przegnał wrogich wojowników z wyspy. Ponieważ między Portugalczykami a mieszkańcami Mombasy wciąż trwały drobne potyczki, Nuno postawił sułtanowi ultimatum, po którym ten zgodził się zostać wasalem Portugalii, płacić trybut i zapłacić okup za swoje miasto. Klimat okazał się jednak zabójczy dla Portugalczyków; widząc, że sułtan zwleka z zapłatą daniny, zdecydowali się oni splądrować i spalić Mombasę.
W maju 1529 Nuno da Cunha wyruszył dalej na północ, do Malindi, gdzie pozostawił 24 ludzi jako wsparcie przeciwko potencjalnemu atakowi odwetowemu z Mombasy.
Długotrwałą kontrolę nad Mombasą Portugalczycy ustanowili dopiero pod koniec XVI w., kiedy to zbudowali Fort Jesus.